# Булгаковы (дворянский род)
о княжеском роде — см. Булгаковы (князья)
Булгаковы — древние дворянские роды.
Историко-этимологический анализ фамилии указывает на происхождение её от имени или прозвания.
Булгак из тюрк. bulgaq  1. гордый, важный; 2. бездельник, праздношатающийся; 3. непостоянный, ветреный, легкомысленный (> Булгаков) .
Один из родов Булгаковых — ветвь рода князей Гедиминовичей, через Бельских и Патрикеевых.
Два русских дворянских рода Булгаковых — рязанский и московский — оба древнего происхождения. Начало одного известно, а о другом ничего нельзя сказать.
Во времена опричнины казнены (25 июля 1570): дьяк Иван Булгаков с женою и тремя дочерьми и Дмитрий Булгаков.
Опричниками Ивана Грозного числились: Иван, Левонтий, Борис и Кузьма Постниковы, Иван Сюлменёв и Сулемен Тимофеевич Булгаковы (1573).
Двадцать семь представителей рода владели населёнными имениями (1699).
Булгаков Яков Иванович († 1809) двум своим воспитанникам — Александру и Константину по императорскому указу Высочайше пожаловано дворянское достоинство с именем и гербом Булгаковых.

## Рязанские Булгаковы
Рязанский род Булгаковых происходит от Ивана Ивановича Шалина, черниговского воеводы, в начале XIV века перешедшего на службу рязанским князьям. От него произошли Измайловы, Назаровы, Денисьевы и Булгаковы. Происхождение самого Шалина в источниках трактуется различно. В. В. Богуславский называет его внебрачным сыном одного из рязанских князей. В словаре Половцова его фамилия пишется как Шаин, Шай, муж честен и храбр (после крещения Иоанн), от племени ханского, выехал со многими людьми к великому князю Олегу Рязанскому (1342—1402).
Потомок Ивана Ивановича, Матвей Денисович Булгак, рязанский боярин, перешел на московскую службу: он находился воеводой в войске посланном разорять улусы детей Ахмат-хана (1501), воевода в Белёве (1507), Рязани     (1520). От него и пошли рязанские Булгаковы.
- Булгаков Михаил Матвеевич — воевода в Михайлове (1557), Пронске (1558), Велиже (1562).
- Булгаков Фёдор Матвеевич меньшой — воевода в Себеже (1579—1580).
- Булгаков Петр Федорович — воевода в Кинешме (1584).
- Булгаков Юрий Матвеевич — воевода Большого полка в походе на Дон против черкесов, (1593). строил Тюмень и был там первым воеводой.
- Булгаков Фёдор Юрьевич — (1610—1611). в числе сподвижников знаменитого Ляпунова[7].

## Московские Булгаковы
Из московских Булгаковых известны:
- Булгаков Елизарий — погиб в Казанском походе (1487). Имя его вписано в синодик Московского Успенского собора для вечного поминовения.
- Булгаков Никифор Иванович — есаулом в казанском походе (1544).
- Булгаков Никита Иванович — воевода в шведском походе (1549)
- Булгаков Пётр Андреевич находился в Казанском походе (1552), в войске, предводимом бывшим царём казанским Шиг-Алеем[7].
- Булгаковы: Иван и Тархан Ивановичи, Семен Тимофеевич упомянуты на свадьбе Ивана Грозного (1572)[6].

## Описание гербов

#### Герб. Часть IX. № 89.
Герб потомства Матвея Пахомовича Булгакова: щит разделен надвое. В верхней части, в голубом поле, изображен золотой крест и под ним две золотые звезды. В нижней части, в красном поле, натянутый серебряный лук (польский герб Лук). На нём крестообразно означены два колчана со стрелами, поставлена подкова и на поверхности её виден до половины белый одноглавый орел с распростертыми крыльями и с короною. Щит увенчан дворянским шлемом и короной, на поверхности которой находится белый орёл, до половины вылетающий. Намёт на щите голубой и красный, подложенный золотом.

#### Герб. Часть II. № 120.
Описание герба рода Булгаковых смотри в таблице.

## Известные представители
- Булгаков Григорий Андреевич — воевода в Казани (1583)[9].
- Булгаков Федор Юрьевич — воевода Мангазее (1603—1605).
- Булгаков Василий — осадный голова в Малом-Ярославце (1615).
- Булгаков Андрей — воевода в Пелыме (1643).
- Булгаков Дмитрий Кузьмич — дьяк Конюшенного приказа (1651—1654) и судья в том же приказе (1654—1671).
- Булгаков Матвей — стряпчий патриарха Иоакима.
- Булгаков Тимофей Богданович — воевода в Арзамасе (1673—1675).
- Булгаков Федор Степанович — воевода в Яблонове (1689—1691).
- Булгаковы: Иван Дмитриевич, Иван большой и Иван меньшой Ивановичи — стольники Петра I.
- Булгаков, Сергей Алексеевич — генерал-майор, кавалер Святого Георгия (1792).
- Булгаков, Егор Абрамович — полковник, кавалер Святого Георгия (1792).
- Булгаков, Яков Иванович — русский дипломат, посланник Екатерины II в Царьград, губернатор в Вильне и в Гродно (ум.1809)[6][7][10].